# 휴비츠
휴비츠(Huvitz)는 시력 검사 의료 장비 전문의 대한민국의 기업으로, 1998년 LG그룹 연구소 멤버들에 의해 설립되었다.

## 연혁
- 1998년 미래광학(주) 창업
- 1999년 자동검안기 FDA 허가 취득
- 2002년 "휴비츠"로 사명 변경
- 2003 코스닥 상장